# Vardø fyr
Vardø fyr auf der norwegischen Insel Hornøya bei Vardø im Fylke Finnmark ist das östlichste Leuchtfeuer des Landes.

## Geschichte
Das erste Leuchtfeuer auf Hornøya wurde 1896 errichtet. Der nördlich des ersten Leuchtfeuers liegende Leuchtturm wurde 1937 neu erbaut und 1947 nach dem Zweiten Weltkrieg instand gesetzt.
1959 wurde alle Gebäude neu errichtet. Der neue Turm besteht aus einer Vierkant-Winkeleisenkonstruktion mit Eternit-Verkleidung, einer ungewöhnlichen Bauweise für ein landgebundenes Objekt.
Neben dem Turm mit dem Maschinenhaus stehen das Haus für den Leuchtturmwärter und ein weiteres Nebengebäude.
Der Leuchtturm befindet sich in einem Naturschutzgebiet, in dem Reste der deutschen Befestigungen aus dem Zweiten Weltkrieg vorhanden sind. 
1987 wurde das Leuchtfeuer auf automatischen Betrieb umgestellt, seit 1991 ist der Turm nicht mehr besetzt. 1998 wurde der Leuchtturm in die norwegische Kulturerbeliste aufgenommen.

## Leuchtturm in der Kunst

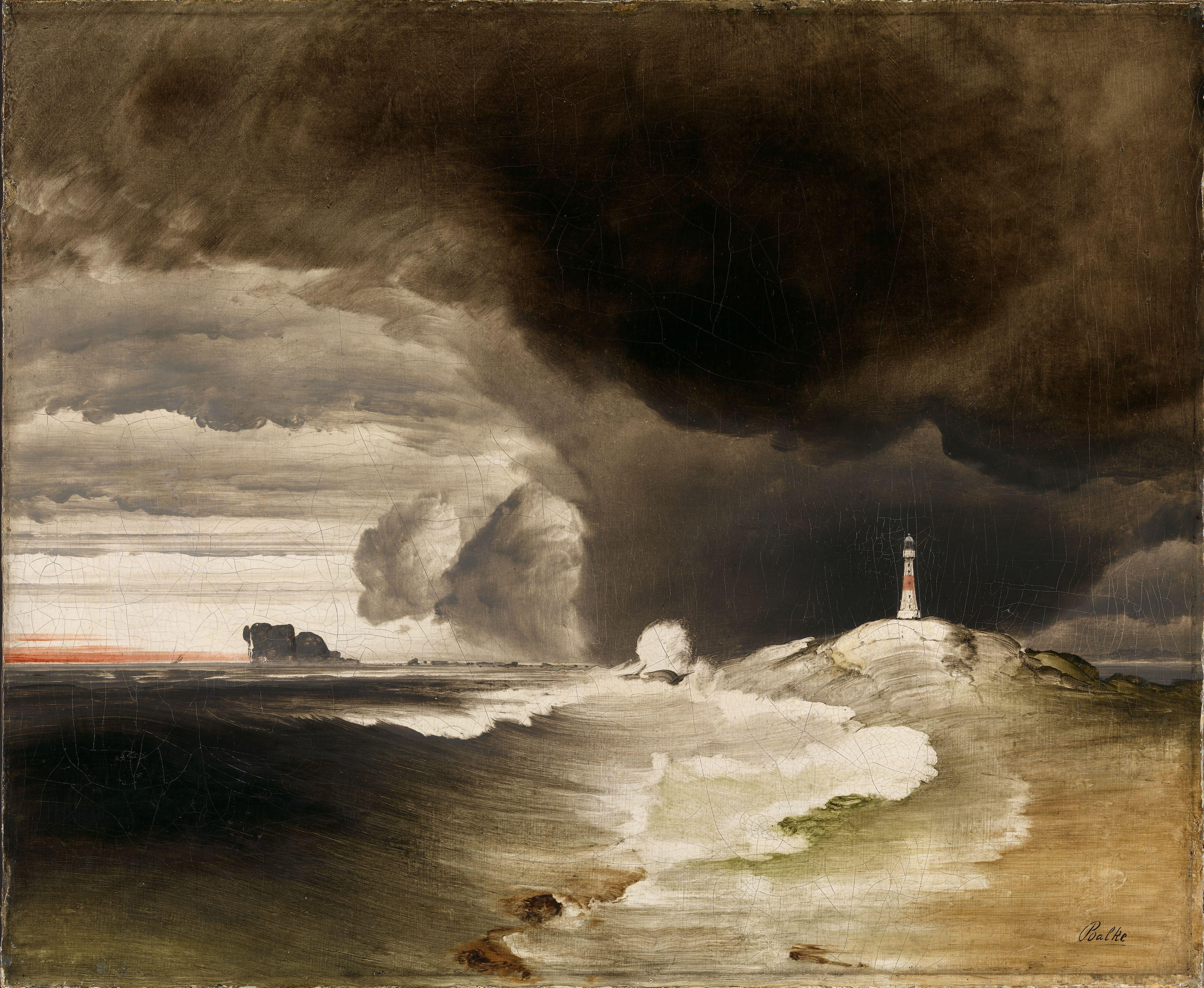
Das Bild Fyr på den norske kyst von Peder Balke

Das 1855 von Peder Balke gemalte Bild mit dem Titel Fyr på den norske kyst ist unter dem Namen „Vardø fyr“ besser bekannt. Das Bild zeigt jedoch weder den ehemaligen noch den heutigen Leuchtturm.